# Daniele Rugani
Daniele Rugani (29. červenec 1994, Lucca, Itálie) je italský fotbalový obránce, který hraje od léta 2024 za nizozemský Ajax, kam byl poslán na hostování z Juventusu

## Přestupy
- z Empoli do Juventus za 4 000 000 Euro
- z Juventus do Rennes za 1 060 000 Euro (hostování)
- z Juventus do Cagliari za 800 000 Euro (hostování)

## Kariéra

### Klubová

#### Empoli
Na konci července 2013 se Rugani upsal Juventusu, jeho nový zaměstnavatel jej ale nechal ve druholigovém Empoli na hostování. V následující sezóně 2013/14 pomohl Empoli postoupit do první ligy a zůstal i pro další sezónu 2014/2015. Počátkem roku 2015 odkoupil Juventus od Empoli zbývající část podílu za částku 3,5 milionu eur, oba týmy totiž Ruganiho spoluvlastnily. Rugani podepsal kontrakt do roku 2019.

#### Juventus
Trenér Massimiliano Allegri jej zakomponoval do soupisky pro sezónu 2015/16, ve které Rugani odehrál více než 20 utkání, ale musel čelit konkurenci v podobě obranné trojice Giorgio Chiellini, Leonardo Bonucci a Andrea Barzagli.
Debut si odbyl ve skupině Ligy mistrů proti Seville při domácí výhře 2:0, kdy nastoupil na poslední minuty tohoto klání.
První start za „Starou dámu“ zaznamenal 16. prosince 2015 v osmifinále Coppa Italia (italský domácí pohár) proti FC Turin při výhře 4:0, odehrál celý zápas.
V ročníku Serie A 2016/17 si poprvé zahrál v zápase s Cagliari při výhře 4:0, kdy sám gól dal.
Proti Atalantě Bergamo 3. prosince přispěl gólem hlavou k výhře 3:1.
Rugani odehrál celý prosincový zápas proti AS Řím, ve kterém dostal přednost před Mehdim Benatiou, když kvůli zranění nebyly k dispozici tradiční opory Barzagli s Bonuccim. Juventus doma zvítězil 1:0.
Během prosince se představil v Lize mistrů proti Seville (výhra 3:1) a Dinamu Záhřeb (výhra 2:0), proti kterému opět skóroval hlavou. Juventus dokráčel až do finále, před Ruganim však dostávali přednost jiní.
Před zahájením ročníku Serie A 2019/20 se spekulovalo o jeho přestupu do Arsenalu, ale nakonec zůstal v Juventusu. V turínském týmu mu přibyla konkurence v podobě talentovaných obránců Matthijse de Ligta a Meriha Demirala.

## Statistika

### Klubová
| Sezóna             | Klub               | Liga               | Liga   | Liga | Ligové poháry | Ligové poháry | Ligové poháry | Kontinentální poháry | Kontinentální poháry | Kontinentální poháry | Celkem | Celkem |
| Sezóna             | Klub               | Soutěž             | Zápasy | Góly | Soutěž        | Zápasy        | Góly          | Soutěž               | Zápasy               | Góly                 | Zápasy | Góly   |
| ------------------ | ------------------ | ------------------ | ------ | ---- | ------------- | ------------- | ------------- | -------------------- | -------------------- | -------------------- | ------ | ------ |
| 2013/14            | Empoli             | Serie B            | 40     | 2    | IP            | 2             | 0             | -                    | 0                    | 0                    | 42     | 2      |
| 2014/15            | Empoli             | Serie A            | 38     | 3    | IP            | 1             | 0             | 0                    | 0                    | 0                    | 39     | 3      |
| Celkem za Empoli   | Celkem za Empoli   | Celkem za Empoli   | 78     | 5    | -             | 3             | 0             | -                    | 0                    | 0                    | 81     | 5      |
| 2015/16            | Juventus           | Serie A            | 17     | 0    | IP+IS         | 3+0           | 0             | LM                   | 1                    | 0                    | 21     | 0      |
| 2016/17            | Juventus           | Serie A            | 15     | 2    | IP+IS         | 2+1           | 0             | LM                   | 2                    | 1                    | 20     | 3      |
| 2017/18            | Juventus           | Serie A            | 22     | 2    | IP+IS         | 2+0           | 0             | LM                   | 2                    | 0                    | 26     | 2      |
| 2018/19            | Juventus           | Serie A            | 15     | 2    | IP+IS         | 1+0           | 0             | LM                   | 4                    | 0                    | 20     | 2      |
| 2019/20            | Juventus           | Serie A            | 10     | 0    | IP+IS         | 2+0           | 0             | LM                   | 2                    | 0                    | 14     | 0      |
| 2020/21            | Rennes             | Ligue 1            | 1      | 0    | FP            | 0             | 0             | LM                   | 1                    | 0                    | 2      | 0      |
| 2021               | Cagliari           | Serie A            | 16     | 1    | IP            | 0             | 0             | -                    | 0                    | 0                    | 16     | 1      |
| 2021/22            | Juventus           | Serie A            | 12     | 0    | IP+IS         | 1+1           | 1+0           | LM                   | 4                    | 0                    | 18     | 1      |
| 2022/23            | Juventus           | Serie A            | 9      | 0    | IP            | 1             | 0             | LM+EL                | 1+0                  | 0                    | 11     | 0      |
| 2023/24            | Juventus           | Serie A            | 17     | 2    | IP            | 1             | 1             | -                    | 0                    | 0                    | 18     | 3      |
| Celkem za Juventus | Celkem za Juventus | Celkem za Juventus | 117    | 8    | -             | 15            | 2             | -                    | 16                   | 1                    | 148    | 11     |
| 2024/25            | Ajax               | Eredivisie         | 15     | 0    | NP            | 2             | 1             | EL                   | 9                    | 0                    | 26     | 1      |
| Celkově            | Celkově            | Celkově            | 226    | 14   | -             | 20            | 3             | -                    | 26                   | 1                    | 272    | 18     |

## Úspěchy

### Klubové

#### Národní
- vítěz italské ligy (5x)

Juventus: 2015/16, 2016/17, 2017/18, 2018/19, 2019/20
- vítěz italského poháru (4x)

Juventus: 2015/16, 2016/17, 2017/18, 2023/24
- vítěz italského superpoháru (2x)

Juventus: 2015, 2018

### Reprezentační
- 2× na ME 21 (2015, 2017)

### Individuální
- Jedenáctka sezóny Serie A: 2015